# Mendi Airport (flygplats i Etiopien)
Mendi Airport är en flygplats i Etiopien. Den ligger i den västra delen av landet, 400 km väster om huvudstaden Addis Abeba. Mendi Airport ligger 1 611 meter över havet.
Terrängen runt Mendi Airport är en högslätt. Runt Mendi Airport är det ganska tätbefolkat, med 67 invånare per kvadratkilometer. Närmaste större samhälle är Mendī, 3,7 km norr om Mendi Airport. Omgivningarna runt Mendi Airport är huvudsakligen savann.